# 长短句交替
长短句交替是一首奥德诗中的第三部分。该格律形式由品达等一些诗人确立。在古希腊，随着合唱抒情诗的演变，新的诗歌形式应运而生，也就是长短句交替。